# Rossinyol siberià
El rossinyol siberià (Calliope calliope) és una espècie d'ocell de la família dels muscicàpids (Muscicapidae) que habita als arbusts dels boscos de ribera de la Rússia asiàtica, des dels Urals i el Massís de l'Altai cap a l'est, a través de Sibèria, Mongòlia i centre i nord-est de la Xina, fins Txukotka, Kamtxatka, illes Kurils, Sakhalín i Hokkaido. Passen l'hivern més cap al sud, al sud de la Xina, Indoxina i Filipines. El seu estat de conservació es considera de risc mínim.
El nom científic d'aquest ocell és un tautònim. El gènere Calliope va ser introduït per l'ornitòleg anglès John Gould el 1836. Cal·líope, que significa bella veu, en grec clàssic, fou una de les muses de la mitologia grega i representava l'eloqüència i la poesia èpica.